# Халваи, Маджид
Маджид Халваи (перс. مجید حلوایی‎; род. 7 февраля 1948, Ахваз) — иранский футболист, защитник.

## Карьера

### Клубная карьера
Во взрослом футболе дебютировал в 1969 году в клубе «Пайкан», за который выступал на протяжении первого сезона своей игровой карьеры. В 1970 году присоединился к команде другого иранского клуба ПАС, где провёл следующие восемь сезонов. Вместе с командой в сезонах 1976/77 и 1977/78 становился чемпионом Ирана. Завершил карьеру футболиста в 1978 году.

### Карьера в сборной
В 1970 году дебютировал в официальных матчах в составе национальной сборной Ирана. В том же году вместе с командой выступал на футбольном турнире летних Азиатских игр, а в 1972 году принял участие на футбольном турнире летних Олимпийских игр в Мюнхене. Кроме того, Халваи в составе сборной стал обладателем золотой медали на Кубке Азии 1972 года.
Всего в составе сборной принял участие в 15 матчах, забив два гола.

## Достижения
«ПАС» (Тегеран)
- Чемпион Ирана: 1976/77, 1977/78